# The Ed Sullivan Show
The Ed Sullivan Show va ser un programa de televisió dels Estats Units que es va emetre des del 20 de juny de 1948 fins al 6 de juny de 1971, conduït per Ed Sullivan. S'emetia per la CBS els diumenges a les 8pm en directe des de Nova York. Virtualment tots els gèneres de l'espectacle van tenir lloc en el programa: cantants d'òpera, estrelles de rock, comediants, ballarins de ballet eren presentats regularment.
El nom original del programa era Toast of the Town, però com se li coneixia com The Ed Sullivan Show, a partir de la temporada de 1955 va prendre aquest últim com nom oficial. L'últim programa de The Ed Sullivan Show es va emetre el 28 de març de 1971.